# جيروم أغبو
جيروم أغبو (بالإنجليزية: Jerome Agbo)‏ هو لاعب كرة قدم غاني في مركز الدفاع، ولد في 19 يونيو 1994 في لومي في توغو. لعب مع نيا سلاميس فاماغوستا.

## وصلات خارجية
- جيروم أغبو على موقع Soccerway.com (الإنجليزية)